# Kungsleden
Kungsleden ('Kraljeva pot') je pohodniška pot na severu Švedske, dolga približno 467 kilometrov, med Abiskom na severu in Hemavanom na jugu. Celotna razdalja je razdeljena na 419,3 km pohodništva, 18,2 km prečkanja jezer in 29,5 km dolg odsek ceste, ki ga pohodniki skoraj v celoti prevozijo z avtobusom. Poteka skozi naravni rezervat Vindelfjällen, eno največjih zavarovanih območij v Evropi, blizu južnega konca. Pozimi je Kungsleden smučarska proga s približno enako traso.

## Zgodovina
Zgodovina Kungsledena je povezana s Švedskim turističnim združenjem (Svenska Turistföreningen ali STF). To združenje so leta 1885 ustanovili znanstveniki v Uppsali, da bi olajšali dostop do švedskih gora. Od konca 19. stoletja je združenje imelo idejo o vzpostavitvi Kraljeve ceste skozi gore v Švedski Laponski. Predlagana trasa je bila povezava današnjega Abiska s Kvikkjokkom. Izgradnja železniške proge Malmbanan med Kiruno in Narvikom leta 1902 je temu projektu omogočila potreben dostop. STF je od Švedskih železnic kupil tri častniške kabine, vključno z eno v Abisku. Z zelo omejenimi razpoložljivimi sredstvi je kabino v Abisku postopoma preuredil v turistično postajo. Zgradil je tudi koče: prvi sta bili v Abiskojaureju in Kebnekaiseju leta 1907. Med Abiskom in Abiskojaurejem je pot sledila stari cesti, ki se je uporabljala za prevoz materiala. Poleg koč je združenje pripeljalo tudi čolne za jezera med Abiskom in Vakkotavarejem.
Za odsek med Vakkotavarejem in Kvikkjokkom je bil prvotni načrt, da bi pot potekala skozi sredino narodnega parka Sarek, s kočo v bližini reke Rapa, za prečkanje katere bi bil potreben čoln. Načrti so bili kasneje spremenjeni, tako da pot poteka vzdolž vzhodnega konca parka.
Sprva pot ni bila označena ali poimenovana. Leta 1920 se je v knjigi o Kebnekaiseju pot pojavila pod imenom Alesvaggeleden. Pot med Abiskom in Vakkotavarejem je bila dokončno označena v letih 1926 in 1927. Leta 1928 se je brez kakršne koli slovesnosti ali otvoritve prvič pojavilo ime Kungsleden, ko je bila odprta postaja Kvikkjokk. Gradnja koč je bila zaradi omejenih ekonomskih sredstev združenja počasna. Še vedno ni bilo prave poti, o kateri bi lahko govorili in javno mnenje o poti je bilo sprva zelo omejeno, vendar je hitro postala bolj priljubljena.
Pot je bila relativno diskretno podaljšana. Leta 1941 je Kungsleden vodila od Abiska do Jäkkvika, v začetku 1950-ih pa je segala do Ammarnäsa. Nekateri pohodniki so takrat Kungsleden vključili v vsa omrežja poti STF v gorah, od Tri-Country Cairn na severu do Grövelsjöna na jugu. Leta 1975 je bila pot uradno podaljšana do Hemavana z ustanovitvijo naravnega rezervata Vindelfjällen. Odsek južneje (med Sälenom in Storlienom) pa se včasih imenuje Södra Kungsleden (dobesedno Južni Kungsleden).

## Pot
Kungsleden se razteza približno 467 kilometrov med Abiskom na severu in Hemavanom na jugu. Pot je dobro označena in številne odseke dobro opremi in vzdržuje Okrožje Norrbotten (Länsstyrelsen i Norrbotten), z lesenimi potmi, ki pokrivajo močvirna ali skalnata tla. Vendar pa so drugi odseki, dlje od izhodišč poti, erodirani in skalnati, kar otežuje pohodništvo. Čez neprehodne potoke so mostovi, poleti pa je mogoče jezera in reke prečkati z veslaškimi čolni, ki jih zagotavlja Okrožje Norrbotten ali STF, ali z lokalnim najetim čolnom. Zimska pot ima nekoliko drugačen potek na lokacijah, kjer poteka čez močvirja ali jezera, ki jih poleti ni mogoče prehoditi.
Pot je razdeljena na štiri odseke, od katerih vsak predstavlja približno en teden pohodništva. Najbolj priljubljen del je daleč najsevernejši odsek med Abiskom in Kebnekaise. Sezona, ko so koče odprte, običajno traja med sredino junija in koncem septembra. Veslaški čolni so običajno postavljeni konec junija ali v začetku julija, vendar je vreme lahko zelo zahrbtno, vključno s poznim ali zgodnjim sneženjem. Zimska sezona traja od sredine februarja do konca aprila.

## Koče
Ob poti so zgrajene koče, ki so ločene z razdaljo, ki jo pohodnik lahko pričakuje, da jo bo prehodil čez dan, približno 9–22 kilometrov. Koče upravlja predvsem STF in ponujajo vzmetnico, blazino, odejo in preproste kuhinjske pripomočke. Za majhno plačilo je mogoče postaviti šotor zunaj in uporabljati objekte koč. V nekaterih od njih je mogoče kupiti potrebščine (na primer Alesjaure in Kebnekaise Fjällstation). Na poti je mogoče najti tudi nekaj zasilnih zavetišč.
Koče ob Kungslednu so (od severa proti jugu):
| - Abisko - Abiskojaure - Alesjaure - Tjäktja - Sälka - Singi - Kaitumjaure | - Teusajaure - Vakkotavare - Saltoluokta - Sitojaure - Aktse - Pårte - Kvikkjokk | - Ammarnäs - Aigert - Serve - Tärnasjö - Syter - Viterskalet - Hemavan |

Med Kvikkjokkom in Ammarnäsom, ki je približno 130 kilometrov dolg odsek Kungsleden, ni koč.

## Map
Pregledni zemljevid Kungsleden

## Zanimivosti
Poudarki na poti, včasih je potreben majhen ovinek, so:
- Abisko: Hostel/gorska postaja, poleti pohodništvo, pozimi smučanje na prostem. Od tu je mogoče pozimi priti do Nikkaluokte s pasjo vprego.
- Kebnekaise: Najvišja gora Švedske, 2097 m, in središče švedskega alpinizma, z planinsko kočo Kebnekaise (Kebnekaise Fjällstation) ob vznožju.
- Narodni park Sarek: Del svetovne dediščine Laponsko območje. Ker ni cest, poti ali mostov, je to teren primeren za izkušene pohodnike.
- Kvikkjokk: Stara gorska kmečka vas in hostel.
- Hemavan and Tärnaby: Majhna mesta/vasi z možnostmi pohodništva poleti in smučanja na prostem pozimi. Rodna vas alpskih smučarjev Ingemar Stenmark in Anja Pärson.

## Rekordi
V zadnjih letih si številni tekači po brezpotjih prizadevajo postaviti najhitrejši znani čas. Ženski hitrostni rekord trenutno drži švedska atletinja Emelie Forsberg. Belgijski pustolovec Louis-Philippe Loncke je dosegel odlikovanje kot prvi človek, ki je celotno pot prehodil peš z raftingom in brez podpore, pri čemer se je vzpenjal tudi na Skierfe ter severni in južni vrh Kebnekaise.